# Liste der Biografien/Schag
Liste der Biografien |
Portal Biografien |
Personensuche
# |
A |
B |
C |
D |
E |
F |
G |
H |
I |
J |
K |
L |
M |
N |
O |
P |
Q |
R |
S |
T |
U |
V |
W |
X |
Y |
Z |
?
 
Sa |
Sb |
Sc |
Sd |
Se |
Sf |
Sg |
Sh |
Si |
Sj |
Sk |
Sl |
Sm |
Sn |
So |
Sp |
Sq |
Sr |
Ss |
St |
Su |
Sv |
Sw |
Sy |
Sz
 
Sca–Sce |
Sch |
Sci–Scz
 
Scha |
Schc |
Schd |
Sche |
Schg |
Schi |
Schj |
Schk |
Schl |
Schm |
Schn |
Scho |
Schp |
Schr |
Schs |
Scht |
Schu |
Schv |
Schw |
Schy
 
Schaa |
Schab |
Schac |
Schad |
Schae |
Schaf |
Schag |
Schah |
Schai |
Schaj |
Schak |
Schal |
Scham |
Schan |
Schap |
Schaq |
Schar |
Schas |
Schat |
Schau |
Schav |
Schaw |
Schax |
Schay |
Schaz
Die Liste der Biografien führt alle Personen auf, die in der deutschsprachigen Wikipedia einen Artikel haben. Dieses ist eine Teilliste mit 22 Einträgen von Personen, deren Namen mit den Buchstaben „Schag“ beginnt.

## Schag

### Schaga
- Schagalowa, Ljudmila Alexandrowna (1923–2012), sowjetisch-russische Schauspielerin

### Schage
- Schagen, Bobby (* 1990), niederländischer HandballspielerBobby Schagen (* 1990)

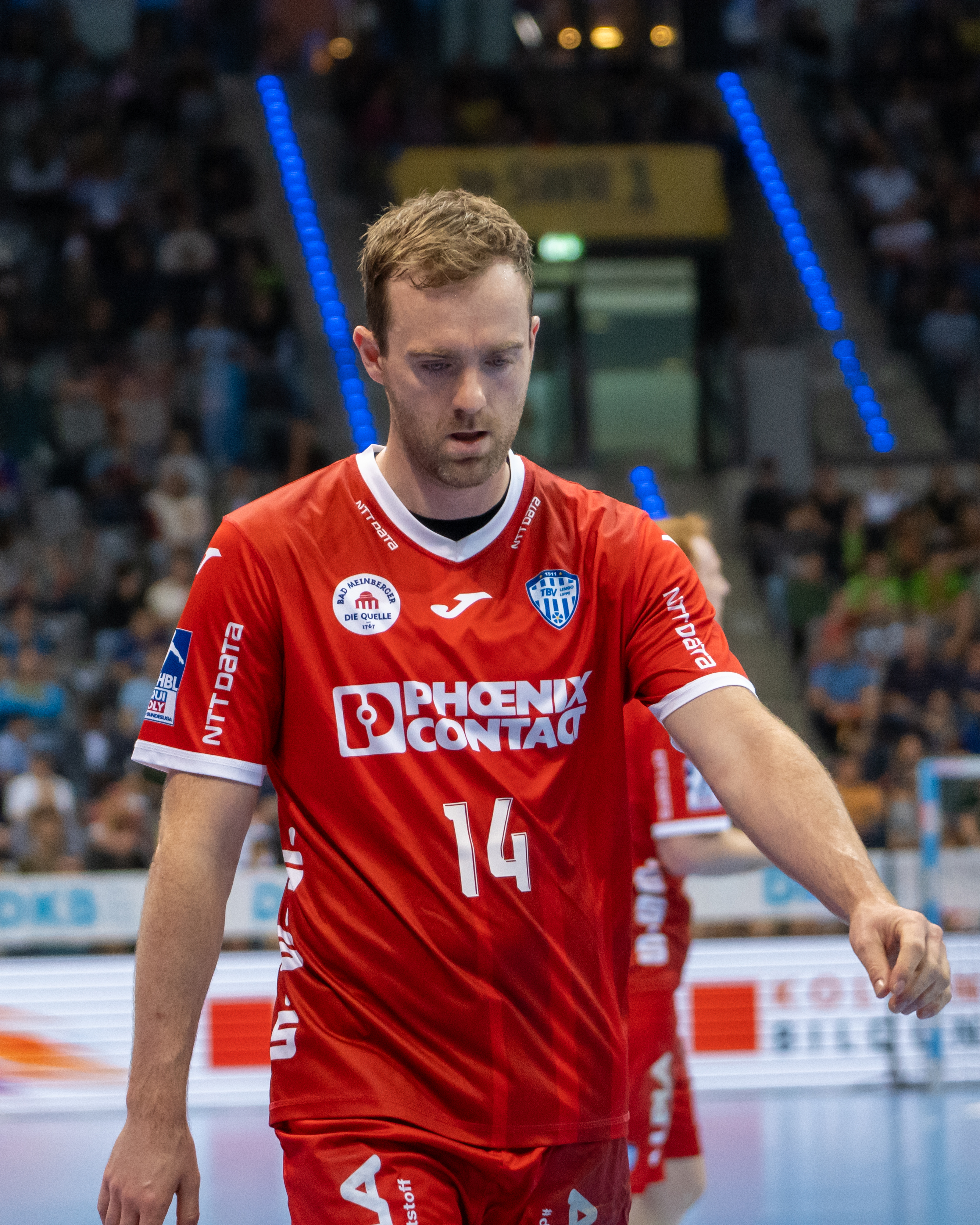
Bobby Schagen (* 1990)

- Schagen, Casey van (* 1980), niederländisch-kanadischer Eishockeyspieler
- Schagen, Hugo von, Domdechant in Osnabrück und Domherr in Münster
- Schagen, Tessa van (* 1994), niederländische Sprinterin
- Schagen, Udo (* 1939), deutscher Medizinhistoriker
- Schagen, Wilbrand von († 1569), Domherr in Münster
- Schagen, Willy (1925–2012), niederländischer Boxer
- Schager, Andreas (* 1971), österreichischer Opernsänger (Tenor)
- Schager, Helga (* 1955), österreichische bildende Künstlerin
- Schagerl, Christian (* 1986), österreichischer Koch
- Schagerl, Helmut (* 1960), österreichischer Bautechniker und Politiker (SPÖ), Landtagsabgeordneter
- Schagerl, Josef junior (1923–2022), österreichischer Bildhauer
- Schagerl, Josef senior (1872–1953), österreichischer Bildhauer und Herrgottschnitzer
- Schagerl, Leopold (1941–2024), österreichischer katholischer Geistlicher, Generalvikar
- Schagerl, Patrick (* 1992), österreichischer Fußballspieler

### Schagi
- Schagijew, Rustam (* 1963), russischer Marathonläufer
- Schagin, Iwan Michailowitsch (1904–1982), sowjetischer Fotograf
- Schaginjan, Marietta Sergejewna (1888–1982), sowjetische Schriftstellerin

### Schagu
- Schagulyjewa, Gosel (* 1940), turkmenische Hof-Dichterin
- Schagunow, Georgi (1873–1948), bulgarischer Komponist
- Schagurina, Ljubow Alexandrowna (1910–2003), sowjetisch-russische Architektin